# إمبراطورية سوسو

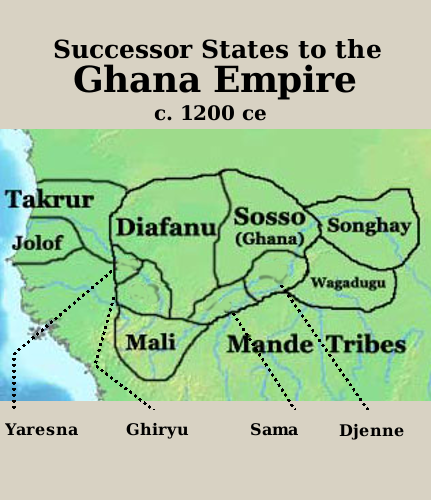
خريطة بالإنجليزية تُظهر الدول التي خلفت إمبراطورية غانا الواقعة على أعالي وادي نهر النيجر بغرب أفريقيا خلال فترة حوالي عام 1200 م. إن الحدود السياسية الظاهرة هي محض تقديرات ولا يجب مقارنتها مع الحدود الثابتة للدول الحديثة، فكانت حدود الدول خلال تلك الحقبة تتمركز حول المدن والمواقع الرصينة مع اختلاف التأثيرات الصادرة عن هذه المواقع.

إمبراطورية سوسو أو مملكة سوسو هي مملكة قديمة تقع في غرب أفريقيا بمنطقة كوليكورو فيما يُعرف الآن بمالي، تعود للقرن الثاني عشر غرب أفريقيا حكمها الزعيم الشهير سوماورو كنتي. وقيل عن سوماورو كنتي أنه كان قائداً قاسياً في مملكته وفقاً للمؤرخين الأفارقة القدامى. وحافظ أسلوب قيادته القاسية على توازن الإمبراطورية وأدى إلى التنظيم داخل البلدان القومية في المنطقة. كم شهدت الإمبراطورية نجاحاً اقتصادياً قوياً في ظلِ حكمه. ويقال أنه استخدم «السحر» لإخافة شعبه والحفاظ على وحدة مملكته.
بعد سقوط إمبراطورية غانا جاءت إمبراطورية سوسو لتحل مكانها، واستولى سوماورو كانتي خلال فترة حكمه على المنطقة المعروفة اليوم بدائرة كانغابا في مالي. وسيطر سوماورو على شعبه بحكمه القاسي إلى حين أُسقِط في نهاية المطاف على يد بطل الفلكلور الأفريقي سوندياتا. ونُفِي سوندياتا من منزله في الإمبراطورية حينما كان طفلاً. ولكنه سافر إلى المنطقة المحيطة وحشد ما استطاع من حلفاء وقوات للقتال معه، وحارب إمبراطورية سوماورو في معركة إيرينيا عام 1235. وحقق سوندياتا فيها النصر واستولى على إمبراطورية سوسو والتي أنتهى فعلياً معها عهد هذه الإمبراطورية.

## العصور الوسطى
يُرجع شعب سوسو الحديث أصولهم إلى إمبراطورية سوسو التي وجِدت خلال القرنين الثاني عشر والثالث عشر. توسعت حدود السوسو بعد سقوط إمبراطورية غانا لتصل إلى عدد من المواقع الجديدة ومنها عاصمة إمبراطورية غانا كمبي صالح. وغزا السوسو ممالك الماندينغي الواقعة الآن بمالي خلال حقبة الملك سوماورو كنتي. ولكن خسر سوماورو كنتي ما تمت السيطرة عليه من مكاسب في معركة كيرينا (حوالي عام 1235 م)، وذلك بعدما تمكن الأمير سوندياتا كيتا من قيادة تحالف من الدول الصغرى لهزيمة مملكة سوسو بصورة حاسمة وهو ما ابتدأ عهد إمبراطورية مالي. وقد سار سوندياتا كيتا إلى مدينة سوسو ودمرها ما أنهى على المملكة.[بحاجة لمصدر]

## وصلات خارجية
- إمبراطورية سوسو، سوماورو كنتي (نسخة محفوظة 23 مايو 2018 على موقع واي باك مشين.) (بالفرنسية)
- مملكة سوسو أو كانياغا (نسخة محفوظة 23 مايو 2018 على موقع واي باك مشين.) (بالفرنسية)